# کانیوندام (کالیفرنیا)
کانیوندام (به انگلیسی: Canyondam) یک منطقهٔ مسکونی در ایالات متحده آمریکا است که در شهرستان پلوماس، کالیفرنیا واقع شده‌است. کانیوندام ۲٫۰۰۹ کیلومتر مربع مساحت و ۳۱ نفر جمعیت دارد و ۱٬۴۰۰ متر بالاتر از سطح دریا واقع شده‌است.